# 1er Corps canadien
 (mars 2015).
Le 1er Corps canadien était l'un des deux corps d'armée que comprenait la 1re Armée canadienne pendant la Seconde Guerre mondiale. 

## Histoire
Du 24 décembre 1940 jusqu'à la formation de l'armée en avril 1942, il n'y avait qu'un seul Corps canadien sans numérotation définie. Le 1er Corps canadien est officiellement devenu opérationnel en novembre 1943, en Italie, lorsque la 5e division blindée canadienne rejoint la 1re division d'infanterie canadienne, assignée avec la 8e Armée britannique immédiatement avant l'invasion de la Sicile. 
Cependant, la 1re division d'infanterie canadienne prit part à la campagne de la "Rivière Moro" ainsi qu'à la bataille d'Ortona en décembre 1943 dans les rangs du 5e corps britannique et ce ne fut que lors de la 4e bataille du mont Cassin (opération Diadem) en mai 1944 que le Corps canadien put mener son propre combat en tant qu'unité constituée.
La Huitième Armée garda le 1er Corps canadien en réserve jusqu'à la chute de la ligne Gustave dans la vallée de la Liri, puis le lança à l'assaut de la ligne de défense suivante, la ligne Hitler, qui tomba peu avant la prise de Rome par les Alliés début juin.
Le Corps prit ensuite part à l'avancée vers le nord des alliés jusqu'à Florence, prenant part à l'opération Olive (prise de la Ligne gothique) en septembre 1944 avant d'être transporté, en janvier et février 1945 pour participer à l'opération Goldflake en rejoignant la 1re Armée canadienne en Belgique et aux Pays-Bas. Sur place, le Corps poursuivit la campagne de libération des Pays-Bas. Le 6 mai 1945, à Wageningue, le lieutenant-général Foulkes reçut du colonel-général Johannes Blaskowitz la reddition de toutes les troupes allemandes encore présentes sur le territoire hollandais.
Le Corps fut désactivé le 17 juillet 1945 au cours de la démobilisation générale.

## Ordre de bataille
- 1re division d'infanterie canadienne (1st Canadian Infantry Division)
- 5e division blindée canadienne (5th Canadian Armoured Division)
- corps de troupe
  - 1re compagnie de corps de défense (I Corps Defence Company), "Lorne Scots"
  - 7e régiment anti-char (7th Anti-Tank Regiment), "Royal Canadian Artillery" (RCA)
  - 1er régiment de recherche (1st Survey Regiment), (RCA)
  - 9e compagnie de stationnement de campagne (9th Field Park Company), "Royal Canadian Engineers" (RCE)
  - 12e compagnie de campagne (12th Field Company), RCE
  - 13e compagnie de campagne (13th Field Company), RCE
  - 14e compagnie de campagne (14th Field Company), RCE
  - 1re compagnie d'instruction (1st Drilling Company), RCE
  - Unité de transmissions de quartier général du Ier Corps canadien (I Canadian Corps Headquarters Signals), "Royal Canadian Corps of Signals"
  - 31e Compagnie de corps de troupe (No. 31 Corps Troops Company), "Royal Canadian Army Service Corps" (RCASC)
  - 31e Compagnie de corps de troupe (No. 32 Corps Troops Company), RCASC
  - Compagnie de transport du Ier Corps canadien (I Canadian Corps Transport Company), RCASC
  - 1re compagnie d'ambulance motorisée (No. 1 Motor Ambulance Company), RCASC
  - 1re compagnie de véhicules d'état-major (No. 1 Headquarters Corps Car Company), RCASC
  - 4e et 5e postes de secours avancés (Nos. 4 & 5 Casualty Clearing Stations=, "Royal Canadian Army Medical Corps" (RCAMC)
  - 8e section d'approvisionnement de premiers secours (No. 8 Field Dressing Section), RCAMC
  - 5e section de santé de champs de bataille (No. 5 Field Hygiene Section), RCAMC
  - 1re, 3e et 8e Compagnies de soins dentaires (Nos. 1, 3 & 8 Dental Companies), "Royal Canadian Dental Corps" (CDC)Insigne de véhicule du corps

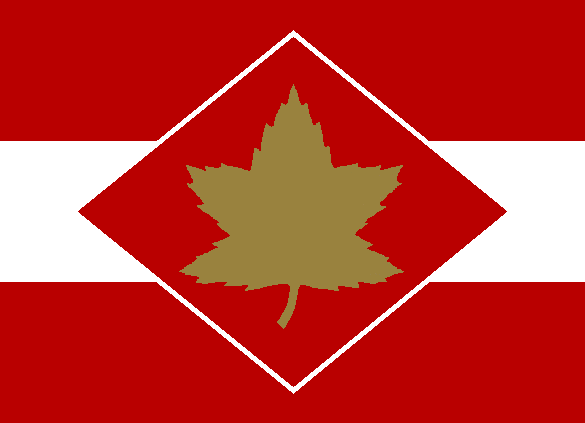
Insigne de véhicule du corps

  - 11e compagnie centrale dentaire (No. 11 Base Dental Company), CDC
  - No. 1 Corps and Army Troops Sub-Park, "Royal Canadian Ordnance Corps" (RCOC)
  - Ateliers du Ier Corps (I Corps Troops Workshop), "Royal Canadian Electrical and Mechanical Engineers" (RCEME)
  - 1re compagnie de soutien (No. 1 Recovery Company), RCEME
  - 3e compagnie de prévôté militaire (No. 3 Provost Company), "Canadian Provost Corps" (C Pro C)
- Troupes de la 1re Armée canadienne rattachées :
  - 1re groupe de l'artillerie royale canadienne (No. 1 Army Group Royal Canadian Artillery)
    - 11e régiment de combat (11th Army Field Regiment), (RCA)
    - 1er régiment (1st Medium Regiment), (RCA)
    - 2e régiment (2d Medium Regiment), (RCA)
    - 5e régiment (5th Medium Regiment), (RCA)

  - 41e compagnie de transport militaire (No. 41 Army Transport Company), RCASC
  - Escadron "H" ("H" Squadron), 31e Régiment de combat du génie (31 Combat Engineer Regiment) (The Elgins), 25e régiment blindé canadien (25th Canadian Armoured Delivery Regiment) (The Elgin Regiment), Canadian Armoured Corps
  - 1er, 2e, et 3e Unités de transfusions d u champs de bataille (Nos. 1, 2 & 3 Field Transfusion Units), RCAMC
  - 3e et 16e Hôpitaux de campagne (Nos. 3 & 16 Field Dressing Stations), RCAMC
  - 1er, 3e, 5e, 14e, 15e Hôpitaux généraux (Nos. 1, 3, 5, 14, 15 & 28 General Hospitals), RCAMC
  - Dépôt de convalescents (No. 1 Convalescent Depot), RCAMC
  - 1re, 2e et 3e Unités chirurgicales de campagne (Nos. 1, 2 & 3 Field Surgical Units), RCAMC

Le 1er Corps canadien a aussi compté différentes autres formations alliées. Par exemple, en Italie, lors de l'assaut de la ligne gothique à l'automne 1944, le 1er Corps comprenait la 4e division d'infanterie britannique, la 2e division néo-zélandaise et la 3e brigade de montagne grecque. Lors de la mission finale de libération des Pays-Bas, le Corps comprenait temporairement la 49e division d'infanterie britannique (West Riding).

## Opérations majeures
- Opération TIMBERWOLF, décembre 1943

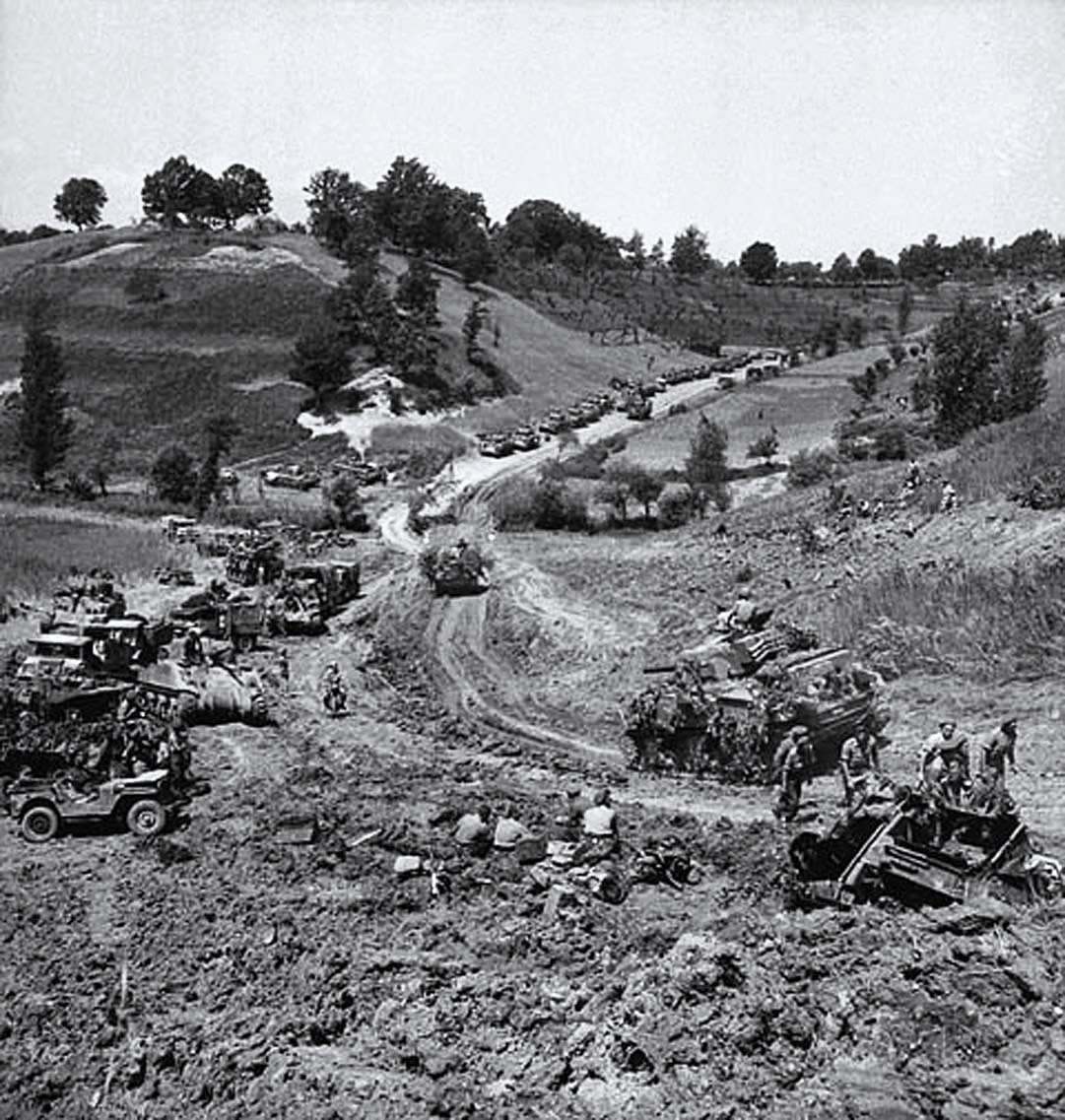
Les troupes du 1er Corps canadien progressant de la Ligne Gustave à la Ligne Hitler au cours de l'offensive de la vallée de Liri, le 24 mai 1944

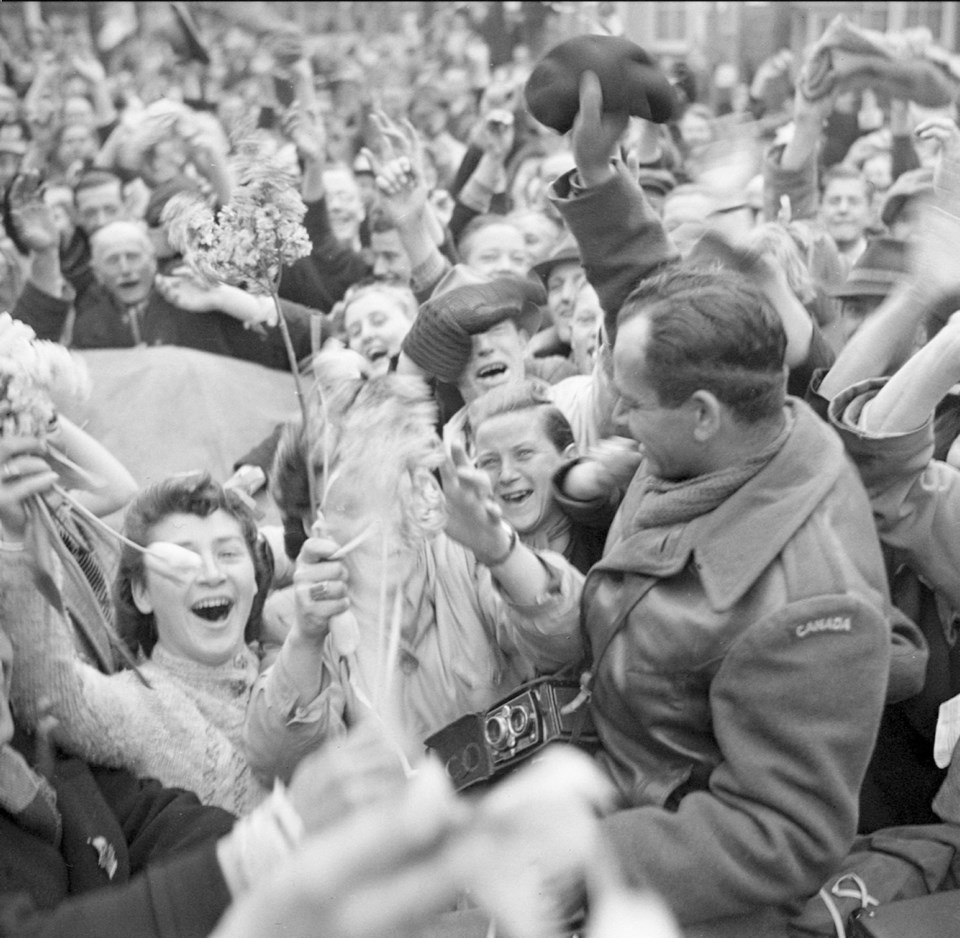
Habitants d'Utrecht célébrant la libération de la ville par les forces canadiennes.

- Opération MORNING GLORY, décembre 1943
- Opération DIADEM, offensive de la vallée Liri, mai 1944
- Opération OLIVE, assaut sur la Ligne gothique, septembre 1944
- Opération GOLDFLAKE, transport de l'Italie aux Pays-Bas, février-mars 1945
- Opération DESTROYER, avancée de Nimègue à Arnhem, avril 1945
- Avancée vers Harderwijk sur la côte d'Ĳsselmeer, avril 1945
- Libération des Pays-Bas, mars-mai 1945
- le lieutenant-général Foulkes a reçu la reddition des forces allemandes occupant les Pays-Bas le 6 mai 1945
- Acheminement des secours et projets de réparation des infrastructures dans les Pays-Bas, mai-juillet 1945

## Commandants
- Lieutenant-General Andrew G. L. McNaughton, (du 19 juillet 1940 au 5 avril 1942)[1]
- Lieutenant-General Harry Crerar (du 8 avril 1942 au 19 mars 1944)
- Lieutenant-General Eedson Burns (du 20 mars 1944 au 5 novembre, 1944)
- Lieutenant-General Charles Foulkes (du 10 novembre 1944 au 17 juillet 1945)